# Giải Bông Sen cho đạo diễn xuất sắc
Giải Đạo diễn xuất sắc là một trong những hạng mục được trao tại Liên hoan phim Việt Nam nhằm ghi nhận một nhà làm phim được ban giám khảo đánh giá là có thành tích xuất sắc nhất về đạo diễn phim truyện nhựa, phim truyện video, phim tài liệu và phim hoạt hình.

## Lịch sử
Hạng mục này được trao giải lần đầu tiên tại Liên hoan phim Việt Nam lần thứ 2 (năm 1973). Giải thưởng cho phim truyện video được trao giải lần đầu tiên tại Liên hoan phim Việt Nam lần thứ 9 (1990) đã không còn được trao giải kể từ Liên hoan phim Việt Nam lần thứ 20 (năm 2017). Hạng mục này cũng chính thức bị loại bỏ kể từ đó.
Tính đến lần trao giải thứ 22 vào năm 2021, kỷ lục đoạt giải ở mỗi hạng mục là 3 lần:
- Phim truyện: Nghệ sĩ nhân dân Đặng Nhật Minh (1985, 1996, 1999)
- Phim tài liệu: Nghệ sĩ nhân dân Trần Văn Thủy (1980, 1988, 1999) và Nghệ sĩ nhân dân Đào Trọng Khánh (1985, 1996, 2007)
- Phim hoạt hình: Nghệ sĩ nhân dân Phạm Minh Trí (1980, 1985, 1993)

Ngoài ra, đạo diễn, nghệ sĩ nhân dân Nguyễn Hoàng Lâm cũng được trao ba giải nhưng hai giải cho phim khoa học và giải còn lại cho phim tài liệu. 

## Danh sách đạo diễn thắng giải

### Thập niên 1970
| Năm          | Thể loại        | Người chiến thắng                   | Phim                        | Nguồn  |
| ------------ | --------------- | ----------------------------------- | --------------------------- | ------ |
| Lần 1 (1970) | Không trao giải | Không trao giải                     | Không trao giải             | [ 1 ]  |
| Lần 2 (1973) | Phim điện ảnh   | NSND Bùi Đình Hạc                   | Đường về quê mẹ             | [ 2 ]  |
| Lần 2 (1973) | Phim điện ảnh   | NSND Trần Vũ                        | Truyện vợ chồng anh Lực     | [ 3 ]  |
| Lần 2 (1973) | Phim điện ảnh   | NSND Phạm Kỳ Nam                    | Tiền tuyến gọi              | [ 4 ]  |
| Lần 2 (1973) | Phim tài liệu   | NSND Ngọc Quỳnh                     | Lũy thép Vĩnh Linh          | [ 5 ]  |
| Lần 2 (1973) | Phim khoa học   | NSND Lương Đức                      | Chú ý! Thuốc trừ sâu        | [ 6 ]  |
| Lần 3 (1975) | Phim điện ảnh   | NSND Trần Vũ (2)                    | Đến hẹn lại lên             | [ 8 ]  |
| Lần 3 (1975) | Phim hoạt hình  | NSƯT Hồ Quảng                       | Con khỉ lạc loài            | [ 9 ]  |
| Lần 4 (1977) | Phim điện ảnh   | NSND Nguyễn Khắc Lợi                | Hai người mẹ                | [ 11 ] |
| Lần 4 (1977) | Phim tài liệu   | NSND Phạm Kỳ Nam (2)                | Miền Nam trong trái tim tôi | [ 12 ] |
| Lần 4 (1977) | Phim hoạt hình  | NSƯT Hồ Quảng (2), NSƯT Nghiêm Dung | Con kiến và hạt gạo         | [ 13 ] |

### Thập niên 1980
| Năm          | Thể loại       | Người chiến thắng      | Phim                                       | Nguồn  |
| ------------ | -------------- | ---------------------- | ------------------------------------------ | ------ |
| Lần 5 (1980) | Phim điện ảnh  | NSND Hồng Sến          | Cánh đồng hoang, Mùa gió chướng            | [ 15 ] |
| Lần 5 (1980) | Phim điện ảnh  | NSND Hải Ninh          | Mối tình đầu                               | [ 16 ] |
| Lần 5 (1980) | Phim tài liệu  | NSND Trần Văn Thủy     | Phản bội                                   | [ 17 ] |
| Lần 5 (1980) | Phim khoa học  | Nguyễn Như Ái          | Ong mắt đỏ                                 |        |
| Lần 5 (1980) | Phim hoạt hình | NSND Phạm Minh Trí     | Giải Nhất thuộc về ai                      |        |
| Lần 6 (1983) | Phim điện ảnh  | NSND Trần Phương       | Hy vọng cuối cùng                          | [ 19 ] |
| Lần 6 (1983) | Phim tài liệu  | NSND Lê Mạnh Thích     | Đường dây lên sông Đà                      | [ 20 ] |
| Lần 6 (1983) | Phim tài liệu  | Nguyễn Vũ Đức          | 20 năm sau                                 |        |
| Lần 6 (1983) | Phim hoạt hình | NSƯT Đặng Hiền         | Giai điệu, Chú gà trống choai              | [ 21 ] |
| Lần 7 (1985) | Phim điện ảnh  | NSND Đặng Nhật Minh    | Bao giờ cho đến tháng Mười                 | [ 23 ] |
| Lần 7 (1985) | Phim điện ảnh  | NSND Huy Thành         | Xa và gần                                  | [ 23 ] |
| Lần 7 (1985) | Phim tài liệu  | NSND Đào Trọng Khánh   | Việt Nam - Hồ Chí Minh, 1/50 giây cuộc đời | [ 24 ] |
| Lần 7 (1985) | Phim hoạt hình | NSND Phạm Minh Trí (2) | Diều hâu                                   |        |
| Lần 7 (1985) | Phim hoạt hình | Hồ Đắc Vũ              | Câu hỏi bất ngờ                            |        |
| Lần 8 (1988) | Phim điện ảnh  | NSƯT Xuân Sơn          | Truyện cổ tích cho tuổi mười bảy           | [ 26 ] |
| Lần 8 (1988) | Phim điện ảnh  | NSƯT Lê Đức Tiến       | Thằng Bờm                                  | [ 27 ] |
| Lần 8 (1988) | Phim thiếu nhi | NSƯT Anh Thái          | Khi vắng bà                                | [ 28 ] |
| Lần 8 (1988) | Phim tài liệu  | NSND Trần Văn Thủy (2) | Hà Nội trong mắt ai                        | [ 29 ] |
| Lần 8 (1988) | Phim khoa học  | NSND Lương Đức (2)     | Cá trôi Ấn                                 | [ 30 ] |
| Lần 8 (1988) | Phim hoạt hình | Lê Thanh               | Dũng sĩ Đam Dông                           |        |

### Thập niên 1990
| Năm           | Thể loại          | Người chiến thắng                       | Phim                         | Nguồn  |
| ------------- | ----------------- | --------------------------------------- | ---------------------------- | ------ |
| Lần 9 (1990)  | Phim điện ảnh     | Việt Linh                               | Gánh xiếc rong               | [ 32 ] |
| Lần 9 (1990)  | Phim hoạt hình    | Bảo Quang                               | Mèo và chuột                 | [ 33 ] |
| Lần 10 (1993) | Phim điện ảnh     | Lê Xuân Hoàng                           | Vị đắng tình yêu             | [ 35 ] |
| Lần 10 (1993) | Phim điện ảnh     | Lưu Trọng Ninh                          | Hãy tha thứ cho em, Canh bạc | [ 36 ] |
| Lần 10 (1993) | Phim thiếu nhi    | NSND Nguyễn Khánh Dư                    | Bọn trẻ                      | [ 37 ] |
| Lần 10 (1993) | Phim truyện video | Lê Hoàng Hoa                            | Tình nhỏ làm sao quên        | [ 38 ] |
| Lần 10 (1993) | Phim hoạt hình    | NSND Phạm Minh Trí (3)                  | Ông tướng canh đền           | [ 39 ] |
| Lần 11 (1996) | Phim điện ảnh     | NSND Đặng Nhật Minh (2)                 | Thương nhớ đồng quê          | [ 41 ] |
| Lần 11 (1996) | Phim truyện video | NSƯT Trần Mỹ Hà                         | Giữa dòng                    | [ 42 ] |
| Lần 11 (1996) | Phim tài liệu     | NSND Thanh An, NSND Đào Trọng Khánh (2) | Hồ Chí Minh với Trung Quốc   | [ 42 ] |
| Lần 11 (1996) | Phim khoa học     | NSND Phạm Khắc                          | Khi đàn sếu trở về           | [ 43 ] |
| Lần 12 (1999) | Phim điện ảnh     | NSND Đặng Nhật Minh (3)                 | Hà Nội mùa đông năm 46       | [ 42 ] |
| Lần 12 (1999) | Phim truyện video | NSND Đào Bá Sơn                         | Cầu thang tối                | [ 45 ] |
| Lần 12 (1999) | Phim truyện video | Vũ Châu                                 | Cha tôi và hai người đàn bà  |        |
| Lần 12 (1999) | Phim tài liệu     | NSND Lê Mạnh Thích (2)                  | Trở lại Ngư Thủy             | [ 46 ] |
| Lần 12 (1999) | Phim tài liệu     | NSND Trần Văn Thủy (3)                  | Tiếng vĩ cầm ở Mỹ Lai        | [ 47 ] |

### Thập niên 2000
| Năm           | Thể loại          | Người chiến thắng          | Phim                      | Nguồn  |
| ------------- | ----------------- | -------------------------- | ------------------------- | ------ |
| Lần 13 (2001) | Phim điện ảnh     | NSND Nguyễn Thanh Vân      | Đời cát                   | [ 49 ] |
| Lần 13 (2001) | Phim truyện video | NSND Khải Hưng             | 301                       | [ 49 ] |
| Lần 13 (2001) | Phim tài liệu     | NSƯT Văn Lê                | Di chúc của những oan hồn | [ 49 ] |
| Lần 13 (2001) | Phim hoạt hình    | NSND Nguyễn Phương Hoa     | Xe đạp                    | [ 49 ] |
| Lần 14 (2005) | Phim điện ảnh     | NSND Nguyễn Thanh Vân (2)  | Người đàn bà mộng du      | [ 51 ] |
| Lần 14 (2005) | Phim truyện video | Võ Tấn Bình                | Mùa sen                   | [ 52 ] |
| Lần 14 (2005) | Phim tài liệu     | NSND Lê Hồng Chương        | Thang đá ngược ngàn       | [ 53 ] |
| Lần 14 (2005) | Phim hoạt hình    | NSND Nguyễn Phương Hoa (2) | Chuyện về những đôi giày  | [ 52 ] |
| Lần 15 (2007) | Phim điện ảnh     | Nguyễn Võ Nghiêm Minh      | Mùa len trâu              | [ 55 ] |
| Lần 15 (2007) | Phim tài liệu     | NSND Đào Trọng Khánh (3)   | Lửa thiêng                | [ 56 ] |
| Lần 15 (2007) | Phim khoa học     | Nguyễn Văn Hướng           | Sự sống ở rừng Cúc Phương | [ 56 ] |
| Lần 16 (2009) | Phim điện ảnh     | Bùi Thạc Chuyên            | Chơi vơi                  | [ 58 ] |
| Lần 16 (2009) | Phim truyện video | Đặng Thái Huyền            | 13 bến nước               | [ 59 ] |
| Lần 16 (2009) | Phim tài liệu     | NSND Lê Hồng Chương (2)    | Ký ức Trường Sơn          | [ 60 ] |
| Lần 16 (2009) | Phim hoạt hình    | Huỳnh Vĩnh Sơn             | Thỏ và Rùa                | [ 59 ] |

### Thập niên 2010
| Năm           | Thể loại          | Người chiến thắng                          | Phim                                                                      | Nguồn  |
| ------------- | ----------------- | ------------------------------------------ | ------------------------------------------------------------------------- | ------ |
| Lần 17 (2011) | Phim điện ảnh     | Vũ Ngọc Đãng                               | Hot boy nổi loạn                                                          | [ 61 ] |
| Lần 17 (2011) | Phim tài liệu     | NSND Lưu Quỳ                               | Hoàng Sa trong lòng tổ quốc                                               | [ 62 ] |
| Lần 17 (2011) | Phim khoa học     | NSƯT Trịnh Quang Tùng, Bùi Thị Phương Thảo | Bướm - Côn trùng cánh vảy                                                 | [ 63 ] |
| Lần 17 (2011) | Phim hoạt hình    | Phạm Hồng Sơn                              | Chiếc lá                                                                  | [ 64 ] |
| Lần 18 (2013) | Phim điện ảnh     | Victor Vũ                                  | Scandal: Bí mật thảm đỏ, Thiên mệnh anh hùng                              | [ 65 ] |
| Lần 18 (2013) | Phim truyện video | Trần Trung Dũng                            | Nước mắt người cha                                                        | [ 66 ] |
| Lần 18 (2013) | Phim tài liệu     | Nguyễn Mộng Long, Uông Thị Hạnh            | Có một cơ hội bị bỏ lỡ                                                    | [ 67 ] |
| Lần 18 (2013) | Phim khoa học     | NSND Nguyễn Hoàng Lâm                      | Bí mật từ những pho tượng Phật                                            | [ 68 ] |
| Lần 18 (2013) | Phim hoạt hình    | Trần Khánh Duyên                           | Bò vàng                                                                   | [ 69 ] |
| Lần 19 (2015) | Phim điện ảnh     | Victor Vũ (2)                              | Tôi thấy hoa vàng trên cỏ xanh                                            | [ 70 ] |
| Lần 19 (2015) | Phim truyện video | Đặng Thái Huyền (2)                        | Đất lành                                                                  | [ 71 ] |
| Lần 19 (2015) | Phim tài liệu     | Đào Thanh Tùng                             | Triết gia Trần Đức Thảo suy tư cùng thế kỷ                                | [ 72 ] |
| Lần 19 (2015) | Phim khoa học     | NSND Nguyễn Hoàng Lâm (2)                  | Bản hòa tấu Sơn Đoòng                                                     | [ 73 ] |
| Lần 19 (2015) | Phim hoạt hình    | Phùng Văn Hà                               | Cậu bé cờ lau                                                             | [ 74 ] |
| Lần 20 (2017) | Phim điện ảnh     | Vũ Ngọc Đãng (2)                           | Hot boy nổi loạn 2                                                        | [ 75 ] |
| Lần 20 (2017) | Phim tài liệu     | NSND Nguyễn Hoàng Lâm (3)                  | Sống và kể lại                                                            | [ 76 ] |
| Lần 20 (2017) | Phim khoa học     | Phùng Ngọc Tú                              | Một giải pháp chống xói lở bờ biển                                        | [ 77 ] |
| Lần 20 (2017) | Phim hoạt hình    | Trịnh Lâm Tùng                             | Một lần đào ngũ                                                           | [ 78 ] |
| Lần 21 (2019) | Phim điện ảnh     | Leon Quang Lê                              | Song lang                                                                 | [ 79 ] |
| Lần 21 (2019) | Phim tài liệu     | Trần Tuấn Hiệp                             | Ở nơi cửa ngõ Hoàng Sa, Ông Hai Lúa, Thanh niên cứu quốc thành Hoàng Diệu | [ 79 ] |
| Lần 21 (2019) | Phim hoạt hình    | Vũ Duy Khánh                               | Vầng sáng ấm áp                                                           | [ 79 ] |

### Thập niên 2020
| Năm           | Thể loại       | Người chiến thắng    | Phim                         | Nguồn  |
| ------------- | -------------- | -------------------- | ---------------------------- | ------ |
| Lần 22 (2021) | Phim điện ảnh  | Trịnh Đình Lê Minh   | Bằng chứng vô hình           | [ 80 ] |
| Lần 22 (2021) | Phim tài liệu  | Tạ Quỳnh Tư          | Ranh giới, Nẻo đường hội ngộ | [ 80 ] |
| Lần 22 (2021) | Phim khoa học  | Trịnh Quang Tùng (2) | Lũ miền núi                  | [ 80 ] |
| Lần 22 (2021) | Phim hoạt hình | Trần Khánh Duyên (2) | Con chim gỗ                  | [ 80 ] |
| Lần 23 (2023) | Phim điện ảnh  | Bùi Thạc Chuyên (2)  | Tro tàn rực rỡ               | [ 81 ] |
| Lần 23 (2023) | Phim tài liệu  | Hà Lệ Diễm           | Những đứa trẻ trong sương    | [ 81 ] |
| Lần 23 (2023) | Phim khoa học  | Nguyễn Thị Thu       | Đất ô nhiễm                  | [ 81 ] |
| Lần 23 (2023) | Phim hoạt hình | Nguyễn Quang Trung   | Nụ cười                      | [ 81 ] |